# Cyrtodactylus peguensis
Espèce
Synonymes
- Gymnodactylus peguensis Boulenger, 1893

Cyrtodactylus peguensis est une espèce de geckos de la famille des Gekkonidae.

## Répartition
Cette espèce se rencontre en Birmanie, en Thaïlande et en Malaisie péninsulaire.

## Liste des sous-espèces
Selon The Reptile Database (21 septembre 2012) :
- Cyrtodactylus peguensis peguensis (Boulenger, 1893)
- Cyrtodactylus peguensis zebraicus Taylor, 1962

## Étymologie
Son nom d'espèce, composé de pegu et du suffixe latin -ensis, « qui vit dans, qui habite », lui a été donné en référence au lieu de sa découverte : la ville de Pegu.

## Publications originales
- Boulenger, 1893 : Concluding report on the reptiles and batrachians obtained in Burma by Signor L. Fea, dealing with the collection made in Pegu and the Karin Hills in 1887–88. Annali del Museo Civico di Storia Naturale di Genova, ser. 2, vol. 13, p. 304–347 (texte intégral).
- Taylor, 1962 : New oriental reptiles. University of Kansas Science Bulletin, vol. 43, n. 7, p. 209-263 (texte intégral).